# Fred Lembeck
Fred Lembeck (* 4. Juli 1922 in Herzogenburg-Oberwinden in Niederösterreich; † 22. Oktober 2014 in Graz) war ein österreichischer Arzt und Pharmakologe. Er wurde besonders bekannt durch seine Entdeckung des Serotonins in Karzinoid-Tumoren und der Substanz P als eines Neurotransmitters der afferenten, sensiblen Nervenfasern. Auf diesen Gebieten führte er die Forschung an die Schwelle der Molekularbiologie.

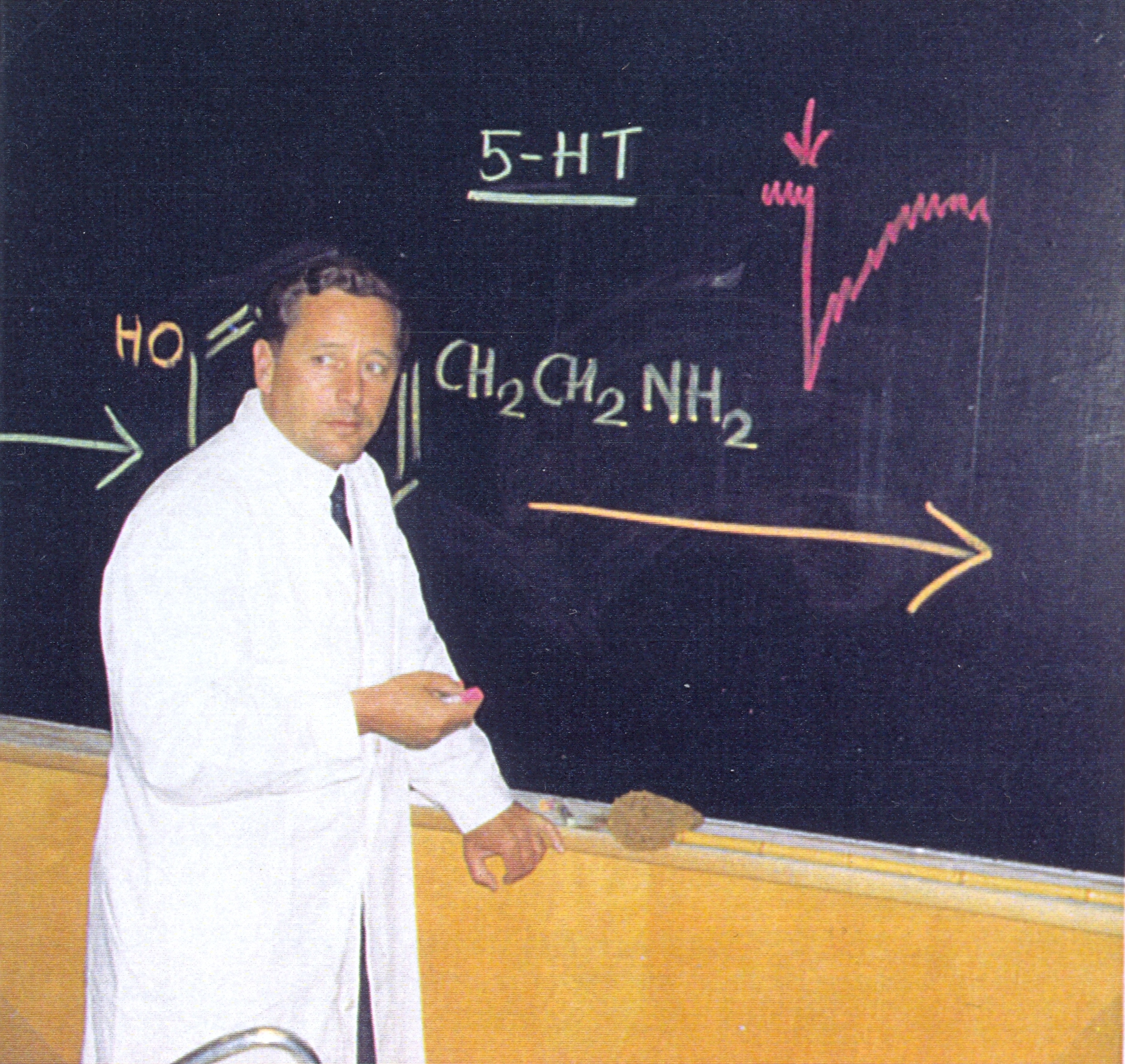
Lembeck erklärt 1970 in Graz die Pharmakologie des Serotonins

## Leben
Lembeck war eines von zwei Kindern des Schlossers Hartwig Lembeck und dessen Gattin Anna geborene Leinwater, von Beruf Lehrerin. Fred studierte in Wien und Graz Medizin. Der Zweite Weltkrieg unterbrach das Studium. Lembeck war ab 1941 Soldat, zuletzt als Feldunterarzt, und von 1945 bis 1946 in amerikanischer Kriegsgefangenschaft. Entlassen, arbeitete er neben dem Studium am kriegsbeschädigten Physiologischen Institut der Universität Graz und nach der Promotion zum Dr. med. univ. vom 28. Oktober 1947 am ebenfalls kriegsbeschädigten Pharmakologischen Institut bei Hans Häusler (1896–1970). Er berichtet (aus dem Englischen): „Heizbar waren nur das Büro für den Professor und ein weiterer Raum für alles andere einschließlich der Rattenzucht. Wir verbrachten unsere Zeit mit primitiven Tätigkeiten wie der Herstellung von kupferfreiem destilliertem Wasser und der Kristallisation von Natriumchlorid bis zu einer Reinheit, in der es ein Froschherz nicht tötete. Ich suchte verzweifelt nach einem angemessenen Job für einen jungen Arzt. Damals kam ein Vertreter der Weltgesundheitsorganisation nach Graz. Er wurde sofort zu Professor Häusler gebracht, dem einzigen Englisch sprechenden Professor der Fakultät. Ich bin Häusler sehr dankbar, dass er den WHO-Vertreter überredete, mir ein sechsmonatiges Stipendium bei John Henry Gaddum in Edinburgh zu vermitteln, obwohl ich noch keine experimentelle Erfahrung hatte. Meine Ankunft dort, ein Jahr nach meiner 1947er Promotion, bedeutete meinen Eintritt in die Pharmakologie.“ Zurück in Graz, habilitierte er sich am 30. April 1954 mit seiner Arbeit über das Serotonin in Karzinoiden für Pharmakologie. Von 1961 bis 1969 war er als Lehrstuhlinhaber Direktor der Pharmakologischen Instituts der Eberhard Karls Universität Tübingen und von 1969 bis 1992 als Lehrstuhlinhaber Direktor des Pharmakologischen Instituts – unter ihm umbenannt in Institut für Experimentelle und Klinische Pharmakologie und Toxikologie – der Universität Graz. 1992 wurde er emeritiert. Seit 1974 lebte er in dem Grazer Stadtbezirk St. Peter, auf dessen Friedhof nahe der Pfarrkirche St. Peter er bestattet ist. Er hinterließ zwei Söhne und eine Tochter. Sein Nachfolger auf dem Grazer Lehrstuhl wurde 1994 Bernhard Alfred Peskar (* 1941).

## Forschung
Zeitlebens faszinierten Lembeck die chemischen Signale, mittels derer Organe und Zellen miteinander kommunizieren, seien es die Signale endokriner Drüsen, also die Hormone, seien es die Signale von Nervenzellen, also die Neurotransmitter. Er hatte außer Gaddum drei große Vorbilder als Forscher. Eines war Otto Loewi, der 1921 in Graz die chemische Informationsübertragung vom Nervus vagus und vom Sympathikus auf das Herz (von Fröschen) und damit das Prinzip der chemischen Neurotransmission überhaupt entdeckt und wenig später Acetylcholin als den Transmitter des Nervus vagus identifiziert hatte. Das zweite Vorbild war Henry Hallett Dale, der 1910 mit George Barger (1878–1939) Histamin in tierischem Gewebe gefunden, ebenfalls 1910 die Wirkungen von Adrenalin und Noradrenalin untersucht und Noradrenalin als Transmitter der postganglionär-sympathischen Nerven vorausgeahnt, 1906 die Existenz mehrerer Rezeptoren für Adrenalin entdeckt und 1933 die Klassifizierung von Neuronen nach ihrem Transmitter – zum Beispiel als „cholinerg“ und „adrenerg“ – eingeführt hatte. Der dritte war Wilhelm Feldberg, der an Dales National Institute for Medical Research – teilweise zusammen mit Marthe Vogt, John Henry Gaddum und George Lindor Brown (1903–1971) – Acetylcholin als Transmitter weiterer Neuronensysteme nachgewiesen hatte, so der Nerven der Skelettmuskeln und mancher Neurone im Gehirn. Lembeck hat die drei Wissenschaftler in seinem Buch mit Josef Donnerer „The Chemical Languages of the Nervous System“ gewürdigt. In ihrem (und damit seinem) Forschungsgebiet, der chemischen Kommunikation zwischen Zellen und Organen, „reichen sich“ nach seinem Verständnis, wie Ernest Henry Starling es ausgedrückt hatte, „Physiologie und Pharmakologie die Hände“. „Die gute Stube der Pharmakologie“ nannten es in Tübingen mit ironischer Anerkennung die Mitarbeiter des benachbarten Instituts für Toxikologie.

Vorbilder
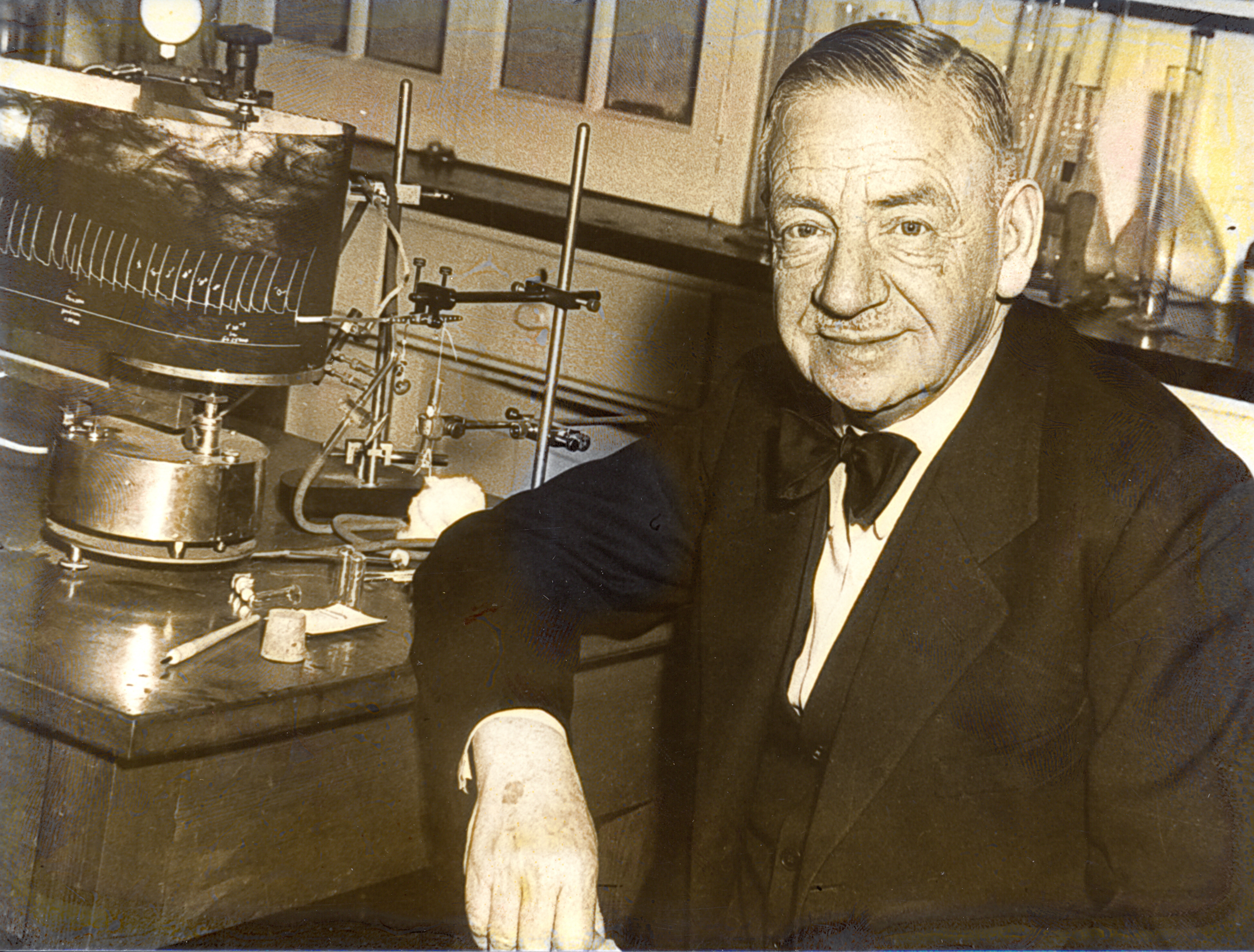
Otto Loewi im Pharmakologischen Institut Graz in den 1950er Jahren mit einem Kymograph
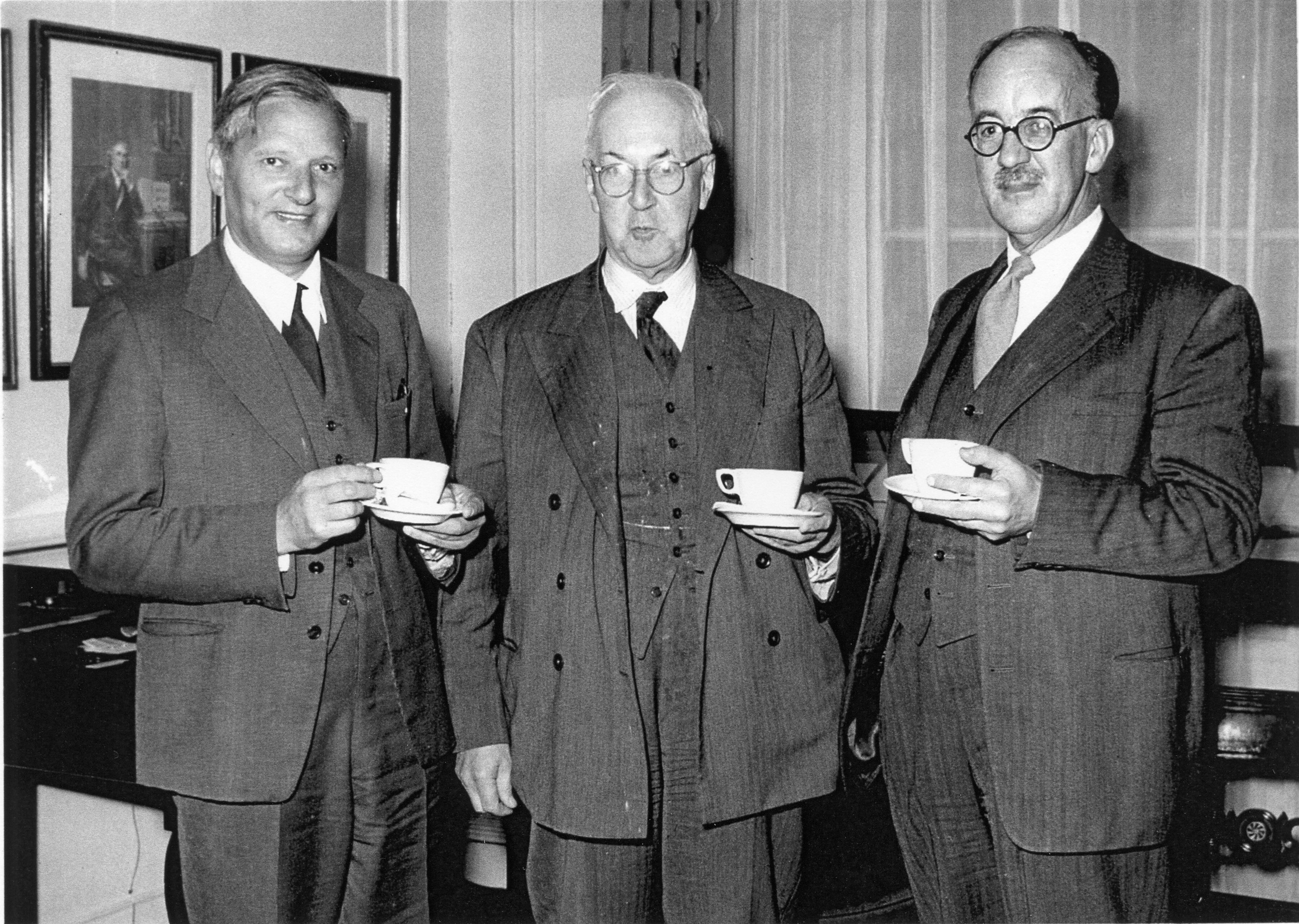
Wilhelm Feldberg, Henry Hallet Dale und John Henry Gaddum (von links) um 1960

Aus der Schnittmenge von Physiologie und Pharmakologie stammt schon Lembecks erste gedruckte Arbeit. 1946, kurz bevor er Gaddum in Edinburgh besuchte, hatte Ulf von Euler Noradrenalin als postganglionär-sympathischen Transmitter identifiziert, und die Frage erhob sich, ob Noradrenalin auch als Begleiter des Adrenalins aus dem Nebennierenmark freigesetzt wurde. Gaddums und Lembecks Versuche an Katzen bejahten das, ebenso wie Versuche von Joshua Harold Burn und Edith Bülbring in Oxford und von Peter Holtz und Hans-Joachim Schümann in Frankfurt am Main – die Catecholamine waren ein prominentes Thema dieser Jahre.
Von Eulers Entdeckung hatte auch die praktische Folge, dass Noradrenalin als Zusatz zu Lösungen von Lokalanästhetika getestet wurde, um deren Wirkung zu verlängern und Nebenwirkungen einzuschränken. Lembeck lieferte dazu durch einen Vergleich von Noradrenalin, Adrenalin und α-Methylnoradrenalin einen Beitrag.

### Serotonin in Karzinoiden
In Graz konfrontierte der Pathologe Max Ratzenhofer (1911–1992) Lembeck mit dem Problem der Karzinoide, seltener, meist gutartiger Tumoren, die vor allem im Magen-Darm-Kanal vorkommen und dort von den enterochromaffinen Zellen ausgehen. Sowohl die Herkunft aus diesen Zellen als auch manche Krankheitssymptome – anfallsweise Rötungen von Gesicht und Hals und Durchfälle – ließen vermuten, dass die Tumoren chemische Signale freisetzten. Identifizierungsbemühungen, so von Ratzenhofers Vorgänger Friedrich Feyrter, waren aber fehlgeschlagen. Als 1953 eine 65-jährige Frau mit einem metastasierenden (also bösartigen) Dünndarmkarzinoid obduziert wurde, sollte ein neuer Versuch gemacht werden.
Gaddum half Lembeck zweifach. Erstens hatte die Zeit in Edinburgh ihn mit Bioassays vertraut gemacht, der Identifizierung und Quantifizierung von Substanzen anhand ihrer Wirkung auf den Blutdruck oder auf isolierte Organe wie den Uterus oder Stücke des Darms. Zweitens erzählte ihm Gaddum von dem ihm bisher unbekannten Serotonin, das der italienische Pharmakologe Vittorio Erspamer soeben – 1952 – in den enterochromaffinen Zellen gefunden hatte. Lembeck erhielt 10 mg Serotonin aus den USA. Die Metastasen wurden extrahiert. Es folgten neben chemischen Reaktionen und papierchromatographischer Trennung zahlreiche Bioassays – am Dünndarm von Meerschweinchen, an Uterus und Dickdarm von Ratten, am Dünndarm und den Blutgefäßen der Ohren von Kaninchen, am Blutdruck und der Nickhaut von Katzen – mit dem Ergebnis: „Die Untersuchung von Carcinoidmetastasen ergab einen Gehalt von mindestens 2,5 mg/g 5-Oxytryptamin <= Serotonin>, außerdem konnte ein zweiter darmwirksamer Stoff nachgewiesen werden. Damit war die Ansicht Erspamers über die Herkunft des 5-Oxytryptamins aus den enterochromaffinen (Gelben) Zellen des Verdauungstraktes bestätigt und die Feyrtersche These ihrer endokrinen Bedeutung unterstützt.“ Besonders wichtig schien Lembeck später die Aufmerksamkeit, mit der er ein weiteres Signal neben Serotonin registriert hatte. Man rechnet die Karzinoide heute zu den neuroendokrinen Tumoren. Als weitere chemische Signale können sie zum Beispiel Adrenalin, Histamin, Gastrin und Vasoaktives intestinales Peptid freisetzen.
Eine Folgearbeit zeigte, dass bei Karzinoid-Patienten die Ausscheidung von Serotonin und seinem Abbauprodukt 5-Hydroxyindolessigsäure im Harn erhöht war.
Was die Wirkung von Serotonin auf den Darm angeht, so richtete sich das Augenmerk zunächst auf die glatte Muskulatur. Lembeck, Karl-Friedrich Sewing (1933–2019) und Dietrich Winne (* 1930) in Tübingen fragten aber 1966 zusätzlich nach einer Beeinflussung des Flüssigkeitsaustausches im Darm. „Derartige Untersuchungen erscheinen besonders im Hinblick auf die wäßrigen Durchfälle bei Carcinoiden von Interesse. Daher wurde von uns die Wirkung von Serotonin auf die Resorption von Tritium-Wasser (HTO) aus dem Rattendünndarm in situ untersucht. Serotonin führte bei der Ratte sowohl nach intravenöser als auch nach enteraler Verabreichung zu einer Verzögerung der Wasserresorption.“ Die Publikation bedarf des retrospektiven Kommentars, dass wichtiger als die Hemmung der Flüssigkeitsresorption aus dem Darm eine Förderung der Flüssigkeitssekretion in den Darm durch Serotonin ist, was die Tübinger Gruppe später verkannt hat. Jedoch hat die Gruppe das Thema „Serotonin und Flüssigkeitsbewegungen im Darm“ eröffnet. Es ist wichtig geworden. Grazer Mitarbeiter Lembecks haben später zum Beispiel erkannt, dass Serotonin die Darmwirkung von Choleratoxin und manchen Abführmitteln vermittelt.

### Substanz P – Transmitter sensibler Nervenzellen
Der Aufsatz „Zur Frage der zentralen Übertragung afferenter Impulse. III. Mitteilung. Das Vorkommen und die Bedeutung der Substanz P in den dorsalen Wurzeln des Rückenmarks“ ist durch Entstehung wie Gehalt gleichermaßen berühmt. Er wurzelt in Loewis letzten Untersuchungen in Graz im Jahr 1938. Loewi wollte mit seinem Assistenten Kurt Hellauer (1913–2002) wissen, ob Acetylcholin so wie in diversen efferenten auch in afferenten, sensiblen Nervenfasern Transmitter wäre. Jedoch waren die hinteren Nervenwurzeln, in denen die afferenten Fasern das Rückenmark erreichen, im Gegensatz zu den vorderen Nervenwurzeln, in denen die efferenten Fasern das Rückenmark verlassen, frei von Acetylcholin. Mitten beim Experimentieren traf Loewi der nationalsozialistische Rassismus. Er berichtet in seiner Autobiographie (aus dem Englischen): „Am 11. März 1938 führte ich mit einem Assistenten ein Experiment durch, das das letzte sein sollte aus einer Serie, die alle gezeigt hatten, dass afferente Nerven im Gegensatz zu efferenten keine Spur Acetylcholin enthalten. Am Spätnachmittag berichtete mir der Assistent, die Nazis hätten soeben das Land übernommen. Ich war in Gedanken so bei unserem jüngsten Befund, dass ich die ganze Bedeutung dieser Nachricht nicht erfasste! Diese fast unglaubliche Gleichgültigkeit hielt auch an, als wir vor dem Zubettgehen im Radio die tief bewegende Abschiedsrede Schuschniggs als Bundeskanzler hörten.“ Noch in der Nacht wurde Loewi verhaftet. Die Arbeit im Pharmakologischen Institut brach ab. Loewi emigrierte. Eine Spur findet sich in einer Fußnote: „Bereits im Gang befindliche Untersuchungen über allfälligen Adrenalingehalt der post- und präganglionären Fasern mußten aus äußeren Gründen einstweilen unterbrochen werden.“
Nach dem Krieg – Loewi lebte in New York – griffen zwei Grazer Wissenschaftler das Thema wieder auf, Hellauer, der sich 1944 für Physiologie habilitiert hatte und am Physiologischen Institut arbeitete, und Karl Umrath (1899–1985), der sich 1931 für Pflanzenphysiologie, Tierphysiologie und Biophysik habilitiert hatte und am Zoologischen Institut arbeitete. Die beiden gingen von der Beobachtung aus, dass „antidrome“ Reizung afferenter Nervenfasern – Reizung gegen die normale Leitungsrichtung – in dem peripheren Gebiet, in dem sich die Fasern verzweigen und aus dem sie Signale zentralwärts leiten, eine Vasodilatation auslöst, „antidrome Vasodilatation“. Hellauer und Umrath vermuteten, dass die peripheren Zweige dieselbe Substanz freisetzten wie die ins Rückenmark eintretenden Fasern, nämlich den Transmitter – sie schrieben die „Aktionssubstanz“ – der afferenten Nervenzellen. Sie testeten darum, ob Extrakte einerseits der ventralen, andererseits der dorsalen Nervenwurzeln die „antidrome Vasodilatation“ nachahmten, nämlich bei subkutaner Injektion in die Ohren von Kaninchen vasodilatierend wirkten, mit dem Ergebnis: Kräftig und anhaltend wirkten nur Extrakte der dorsalen Wurzeln: „Gegenüber den nicht sensiblen, ventralen Rückenmarkswurzeln liefern die sensiblen, dorsalen Wurzeln ein Extrakt, welches subcutan injiziert das Kaninchenohr stark rötet.“ Der verantwortliche Stoff war weder Acetylcholin noch Histamin. „Es muß sich also um einen anderen, gefäßerweiternden chemischen Körper mit den Eigenschaften einer Aktionssubstanz handeln. Das soll heißen, daß die Substanz als Überträger an den Nervenenden wirkt und auch sonst im Verlauf des Nerven vorhanden ist.“ Die Hinterwurzeln enthielten auch ein die „Aktionssubstanz“ zerstörendes Enzym. Das Vorkommen von „Aktionssubstanz“ und Enzym wurde in einer weiteren Arbeit genauer untersucht.
Lembeck nennt seinen Aufsatz eine „III. Mitteilung“. Es gibt keine ausdrücklich so genannte „I. Mitteilung“ oder „II. Mitteilung“. Doch dachte Lembeck zweifellos an die beiden 1948er Publikationen von Hellauer und Umrath. Was also war die „Aktionssubstanz“? Gaddum half noch einmal – durch seine 22 Jahre zurückliegende Entdeckung (mit von Euler) einer vasodilatierenden und die glatte Muskulatur des Darms kontrahierenden Substanz im Gehirn und Darm von Pferden, der Substanz P. Mit ihr beschloss Lembeck die Extrakte aus Vorder- und Hinterwurzeln zu vergleichen. Dabei war Substanz P 1953 eher obskur. Ein Peptid schien sie zu sein; aber handelte es sich überhaupt um eine einheitliche chemische Verbindung? „Wenngleich auch nach den bisherigen Befunden kein Hinweis für die Wirksamkeit der Substanz P als einer Erregungssubstanz irgendwelcher Nerven vorlag, so erschien sie doch als die einzige der bisher beschriebenen und genauer untersuchten Substanzen dafür in Frage zu kommen.“ Kontraktionen des isolierten Ileums von Meerschweinchen erwiesen sich als empfindlicher Bioassay für Substanz P. Schon mit rohen Extrakten zeigte sich ein deutlicher Unterschied zwischen den vorderen und den hinteren Nervenwurzeln von Rindern; die vorderen enthielten an Substanz P-ähnlichem Material höchstens 1/10 der hinteren Wurzeln. In allen untersuchten Eigenschaften entsprach das Material aus Hinterwurzeln authentischer, von von Euler zur Verfügung gestellter Substanz P: in der Löslichkeit, der Stabilität gegenüber Säuren und Basen, dem Verhalten bei Dialyse, bei Fällung aus Lösungen, bei Papierchromatographie, enzymatischem Abbau und der Vasodilatation im Kaninchenohr gemäß Hellauer und Umrath. Die Arbeit schließt: „Der Nachweis der Substanz P in den dorsalen Wurzeln sowie ihre weitgehende Ähnlichkeit mit der ‚Erregungssubstanz sensibler Nerven‘ lassen ihre Bedeutung als Überträgerstoff des ersten sensiblen Neurons als möglich erscheinen.“
Dreißig Jahre später stellte ein Übersichtsartikel fest (aus dem Englischen): „Schon 1953 wurde Substanz P als Neurotransmitter in verschiedenen Gebieten des zentralen und peripheren Nervensystems vorgeschlagen. Besonderes Interesse galt dabei den primären afferenten Neuronen.“ 2001 lautete ein Urteil (aus dem Englischen): „In Österreich legte Fred Lembeck in seiner eleganten Pionierarbeit gewichtige Argumente für Substanz P als einen sensorischen Neurotransmitter vor.“ Heute (2012) besteht kein Zweifel, dass Substanz P ein – nicht der einzige – Transmitter der primär afferenten Neurone ist, genauer der der Schmerzwahrnehmung dienenden Aδ- und C-Fasern, und obendrein Transmitter vieler anderer Neurone im Darmnervensystem und im Zentralnervensystem. „Der Substanz P gehören einige Prioritäten. Sie wurde 1931 im Gehirn und im Darm von Pferden entdeckt, ein Doppelvorkommen, das rückblickend mit ihrer Transmitterrolle hier wie dort zu erklären ist. 1953 fand man in den hinteren Wurzeln des Rückenmarks eine viel höhere Konzentration als in den vorderen Wurzeln und vermutete, Substanz P könnte ein Transmitter des ersten sensorischen Neurons sein. Als 1971 schließlich die chemische Analyse gelang, war Substanz P das erste in seiner Struktur bekannte ‚reine‘ Neuropeptid, ‚rein‘ zur Unterscheidung von Darmhormonen wie Gastrin und Hypophysenhormonen wie Vasopressin, die auch Neurotransmitter sind.“ Seinen Aufsatz von 1953 hat Lembeck, wie alle Autoren im Band 219 von Naunyn-Schmiedebergs Archiv für experimentelle Pathologie und Pharmakologie, „Herrn Prof. Dr. Otto Loewi zum 80. Geburtstag gewidmet“.

### Weitere Forschung über Substanz P
In den Jahren nach 1953 wies Lembecks Gruppe, frühere Befunde bestätigend, Substanz P im Gehirn verschiedener Tierspezies nach, und zwar wie andere Neurotransmitter in den präsynaptischen Endigungen von Nervenzellen. Substanz P steigerte die Durchlässigkeit der Blutgefäßwände für Flüssigkeiten, so dass es bei Injektion in die Haut zu Plasmaextravasation, also Plasmaaustritt kam und sich eine Quaddel bildete.
Alle diese Untersuchungen wurden mit Substanz P-haltigen Gewebsextrakten durchgeführt, und wenn auch „Substanz P“-Wirkungen nach partieller Reinigung fortbestanden, wie die Wirkung auf die Blutgefäßpermeabilität, so blieb doch Unsicherheit.
Zur Beseitigung dieser Unsicherheit, nämlich zur Reindarstellung und Strukturaufklärung, hat Lembeck Ende der 1960er Jahre beigetragen, allerdings nur indirekt. Vittorio Erspamer hatte Substanz P-ähnliche Peptide an unvermuteter Stelle gefunden, nämlich 1949 in der Speicheldrüse des Moschuskraken (Eledone moschata) das Eledoisin und 1962 in der Haut von Südfrosch-Arten der Gattung Physalaemus das Physalämin. Wegen ihrer gemeinsamen Eigenschaft, glatte Muskulatur zu schneller – nicht wie Bradykinin zu langsamer – Kontraktion zu bringen, hatte er sie gemeinsam mit Substanz P als Tachykinine bezeichnet. Für Gemeinsamkeiten sprach auch Kreuztoleranz, also eine gegenseitige Wirkabschwächung.
Eledoisin und Physalämin regten den Speichelfluss an, und zwar ungemein stark. Dasselbe war bei Substanz P beobachtet worden. Lembeck beschloss, das Phänomen näher zu untersuchen. Alle drei Stoffe steigerten die Speichelsekretion von Hunden, Ratten und Hühnern. Die Wirkung der Substanz P-Präparate ließ sich, wie für ein Peptid zu fordern, durch Proteolyse beseitigen. Antagonisten an Rezeptoren für Acetylcholin, Noradrenalin und Histamin schwächten die Wirkung nicht ab. „Physalämin, Eledoisin und Substanz P scheinen an einer den Histamin- und Acetylcholinrezeptoren neben- oder nachgeordneten Stelle in den Sekretionsmechanismus einzugreifen.“
Im Lauf dieser Untersuchungen kam Lembeck die Idee, mit der er sich in die Geschichte der Strukturaufklärung schrieb (aus dem Englischen): „Am 4. Mai 1967 <recte laut Zeitungsdatum am 24. Mai> las ich in einem bequemen InterCity die Frankfurter Allgemeine Zeitung. Dort stand eine kurze Meldung ‚Speichelsekretion durch Enzyme‘. Leeman und Hammerschlag von der Brandeis University hätten aus dem Hypothalamus ein neues, für den Speichelfluss verantwortliches Hormon isoliert, einen Eiweißkörper, von ihnen ‚Sialogen‘ genannt. Ich war, denke ich, der einzige von dieser Notiz eines unbekannten Journalisten faszinierte Leser. Nach der Ankunft in Tübingen schickte ich Leeman per Luftpost unsere Ergebnisse. Proben wurden ausgetauscht, und bald war klar, dass ‚Sialogen‘ und Substanz P identisch waren.“ Ebenso hat Lembecks Mitarbeiter bei diesen Versuchen Klaus Starke die Geschichte erzählt. Auch die amerikanischen Wissenschaftler fanden nach dem Kontakt mit Lembeck Substanz P und Sialogen „startlingly similar“ – „erschreckend ähnlich“, und als Susan E. Leemans Gruppe 1971 die Struktur bestimmte, da war es, vierzig Jahre nach der Entdeckung, die Struktur der Substanz P, des Neuropeptids mit der längsten Forschungsgeschichte. Der Name „Sialogen“ ist verlassen, aber Substanz P ist, wenn schon kein speichelflussförderndes Hormon, immerhin speichelflussfördernder Kotransmitter mit Acetylcholin in den Speicheldrüsen-Nerven.

### Nach der Strukturaufklärung
Dank der Strukturaufklärung, der Verfügbarkeit reiner Substanz P und der Methoden der molekularen Genetik proliferierte die Erforschung der Tachykinine. 1983 wurden zwei weitere Säuger-Tachykinine entdeckt, Neurokinin A und Neurokinin B, sowie 1991 die zwei Gene, die Substanz P und die beiden Neurokinine kodieren. Aus den gleichen Jahren stammen die Kenntnis von drei Tachykinin-Rezeptoren bei Säugern, NK1, NK2 und NK3, und von Antagonisten, die diese Rezeptoren blockieren. 1982 zeigte Lembecks Gruppe in Graz, dass zwei peptidische Antagonisten die gefäßerweiternde und die permeabilitätserhöhende Wirkung reiner Substanz P – die reine Substanz hatte die Befunde mit unreinen Substanz P-Präparaten bestätigt – blockierten. 1992 berichtete die Gruppe erstmals ausführlich über in vivo-Untersuchungen mit einem nicht-peptidischen Antagonisten, „CP-96,345“. Auch er blockierte die Vasodilatation und Plasmaextravasation nach Injektion von Substanz P. Darüber hinaus blockierte er Kontraktionen der Darmmuskulatur durch Substanz P und eine durch Substanz P ausgelöste Bronchokonstriktion, übte aber auch von Neurokinin-Rezeptoren unabhängige Wirkungen auf das Herz aus.

### Capsaicin
Schon gut ein Jahrzehnt vorher hatte sich ein scheinbar fernstehender Stoff in die Substanz P-Forschung eingefädelt. Capsaicin ist hauptverantwortlich für den brennend scharfen Geschmack von Paprika, das Wärmegefühl beim Verzehr oder Aufbringen auf die Haut, die Vasodilatation und, bei höheren Dosen, das Entstehen einer Entzündung. Bereits im 19. Jahrhundert vermutete der ungarische Arzt Andreas Högyes (1847–1906) eine Reizwirkung auf sensible Nerven. Um die Mitte des 20. Jahrhunderts fand die Gruppe des ungarischen Pharmakologen Nicolas Jansó (1903–1966) in Szeged heraus, dass der Reizung sensibler Nerven durch Capsaicin eine Unempfindlichkeit gegen Capsaicin selbst und diverse andere Reizstoffe wie Isothiocyanate und Ameisensäure folgte und dass in diesem Zustand auch die Reaktionen auf antidrome elektrische Reizung sensibler Nerven ausblieben: Weder kam es nach Capsaicin-Desensibilisierung zur antidromen Vasodilatation noch zu der sie begleitenden, von Jancsó und Mitarbeitern erstmals beschriebenen „neurogenen Plasmaextravasation“, zusammen als „neurogene Entzündung“ bezeichnet. Hellauer und Umrath hatten 1948 nach der „Aktionssubstanz“ für die antidrome Vasodilatation gefragt. Die ungarischen Autoren fragten 1967 nach der „Mediatorsubstanz“, die einerseits bei Reizung durch Capsaicin, andererseits bei antidromer elektrischer Reizung sensibler Fasern die neurogene Entzündung vermittelte und deren Freisetzung nach Capsaicin-Desensibilisierung ausblieb.
Für Lembeck lag eine Spezifizierung der Frage nahe. War die „Mediatorsubstanz“ Substanz P? Drei zwischen März und September 1979 zur Publikation eingereichte Arbeiten gaben eine bejahende Antwort. Die durch antidrome elektrische Reizung ausgelöste und die durch Substanz P ausgelöste Vasodilatation und Plasmaextravasation waren einander sehr ähnlich; zum Beispiel wurden beide durch Antihistaminika um etwa die Hälfte reduziert. Desensibilisierende Vorbehandlung mit Capsaicin führte parallel zu einem Verschwinden von Substanz P aus dem Gewebe und einer Abschwächung der neurogenen Plasmaextravasation. Schließlich setzte Capsaicin aus dem Rückenmark von Ratten Substanz P frei, und zwar aus dem Hinterhorn, wo die primär afferenten Aδ- und C-Fasern enden.
Tachykinin- und Capsaicin-Forschung blieben verzahnt. Capsaicin-empfindliche Substanz P-Nervenfasern innervieren nicht nur die Haut, sondern auch innere Organe wie die Blutgefäße, die Luftröhre und den Harn- und Geschlechtsapparat. In der Harnblase werden diese Fasern bei Füllung stimuliert und vermitteln den Miktionsreflex; nach Capsaicin-Desensibilisierung bleibt der Reflex aus. In der Vagina und Cervix uteri werden sie bei der Begattung stimuliert und vermitteln hormonelle Reaktionen; bei Capsaicin-Desensibilisierung ist die Nidation des befruchteten Eis gestört. Auch an der Regelung der Freisetzung von Adrenocorticotropin und Prolaktin aus der Hypophyse sind afferente Capsaicin-empfindliche Neurone beteiligt.

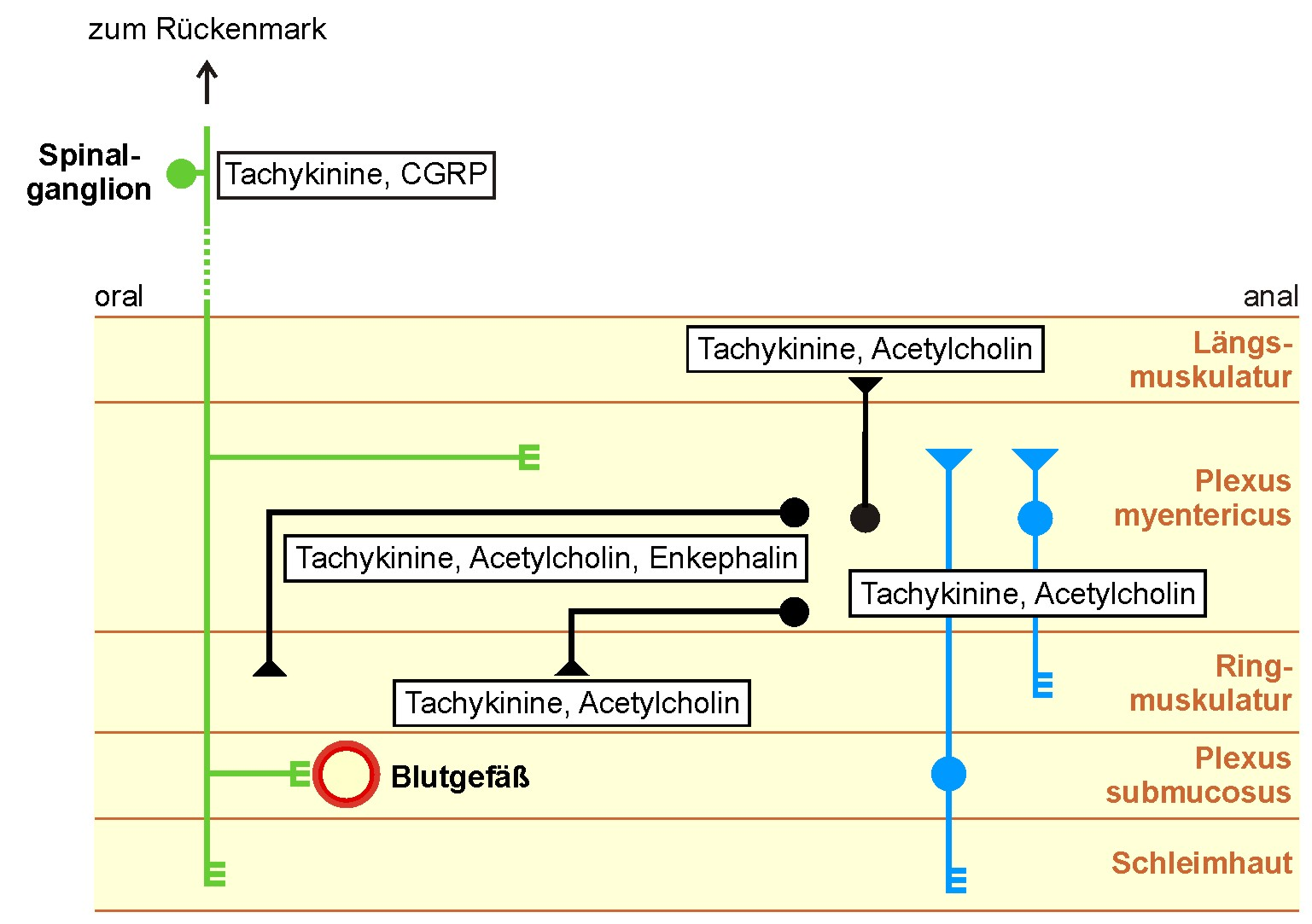
Tachykinine im Darmnervensystem. Primär afferentes Neuron grün, Neurone zur Darmmuskulatur schwarz, sensible Neurone der Darmwand blau.

Die Menge der Capsaicin-empfindlichen Neurone ist allerdings nicht identisch mit der Menge der Substanz P-Neurone. Es gibt Capsaicin-empfindliche Neurone mit anderen Transmittern, zum Beispiel Calcitonin Gene-Related Peptide (CGRP), und umgekehrt Substanz P-Neurone, die Capsaicin-unempfindlich sind. Das Darmnervensystem enthält sowohl primär-afferente, zum Zentralnervensystem führende Substanz P-Nervenfasern, die Capsaicin-empfindlich sind, als auch auf die Darmwand beschränkte „intrinsische“ Nervenzellen, in denen Substanz P Kotransmitter mit Acetylcholin ist und die Capsaicin-unempfindlich sind. Darum nimmt der Gehalt des Darms an Substanz P nach Behandlung mit Capsaicin kaum ab. Bei der Verdauung wird Substanz P in der Darmwand freigesetzt. Es wirkt dort sowohl direkt auf die glatte Muskulatur als auch auf benachbarte Nervenzellen. In den Jahren ab 1980 hat Lembecks Grazer Gruppe die Kenntnis der Tachykinine im Darmnervensystem – wie seine Schüler Peter Holzer und Ulrike Holzer-Petsche sie in Übersichtsartikeln dargestellt haben – mitbegründet.
Die antidrome Vasodilatation und die neurogene Entzündung sind über Physiologie und Pharmakologie hinaus klinisch wichtig, zum Beispiel beim Asthma bronchiale und bei der Migräne. Angesichts der Transmitterfunktion der Substanz P in Schmerzfasern hatte man erwartet, Neurokininrezeptor-Antagonisten wären neue Analgetika. Das sind sie im Tierversuch, haben aber beim Menschen bisher enttäuscht. Dafür wirken sie beim Menschen überraschenderweise antidepressiv. Lembeck selbst hat die wissenschaftlichen und menschlichen Aspekte der Tachykinin-Capsaicin-Forschung 2008 in einem für seinen zuweilen feuilletonistischen Stil typischen Aufsatz „The archeology of substance P“ dargestellt – mit Originalkurven seines Kymographen (Darmkontraktionen auf einer berussten Trommel registriert) und einer Kopie der Notiz in der Frankfurter Allgemeinen Zeitung.

### Die zweite Substanz in Karzinoiden
Lembeck hatte die Genugtuung, eine Möglichkeit zu bestätigen, die er bei seiner Untersuchung des Karzinoids 1953 erwogen, für die er aber damals keine Belege gefunden hatte: dass der „zweite darmwirksame Stoff“ (s. o.) Substanz P sei. Andere Forscher fanden in den 1970er Jahren mit immunologischen Methoden Substanz P in Karzinoiden. Lembeck, der Pathologe Ratzenhofer und ihre Mitarbeiter haben das 1981 biochemisch und pharmakologisch gesichert. Auch nicht zu Tumorzellen entartete enterochromaffine Zellen des Darms enthalten neben Serotonin Substanz P.

## Wissensvermittlung und Berufspolitik
Sein vielseitiges Interesse und Wissen hat Lembeck in dichter Folge zu allgemeinen Themen der Medizin Stellung nehmen lassen, natürlich zur Klinik der Karzinoide, dann zu „pharmakologisch-toxikologischen Grundlagen von Arzneimittelnebenwirkungen“, „Unverträglichkeiten in der Mischspritze“, „Grundzügen der praktischen Digitalis-Therapie“, „Vergiftungen im Kindesalter“, „Einsparungen in der Krankenversicherung“, „Alternativen zum Tierversuch“, zur „Erfassung und Beurteilung von balneologischen Heilwirkungen“, „Haltung von Versuchstieren“, „pharmakologischen Beeinflussung des Schlafes“, „Reisediarrhoe“, „Selbstmedikation“, zur „Toxizität von Lippenstiften“, zum „Medikament in der Arzttasche“, zum „Leben des reichen Mannes mit seinen Medikamenten“, zum Beipackzettel bei Fertigarzneimitteln, zum „Biobewusstsein“, zu Universitäts- und Studienproblemen.
Aufsätze hießen etwa „Der Kliniker wendet sich an Ratten“, „Tiere lehren Studenten (Tierversuche in Vorlesung und Praktikum)“, „Die Kurpfuscherei nimmt zu“, „Ermutigend oder nachdenklich stimmend – die deutschsprachige medizinische Literatur“, „Sind Naturstoffe bessere Arzneimittel?“, „Teaching in Pharmacology“, „Lutscher nicht einmal für Hunde“, „What is age and what is ageing?“, „Columbus, Capsicum und Capsaicin“, „Schmerz und Stress im Netzplan biologischer Abwehr“, „Vom Forschen zum Heilen“, „Successful errors and other odd ways to new discoveries“.
1964 erschien erstmals „Das 1x1 des Rezeptierens“, mit eigenen Zeichnungen und der Erklärung zum „Rezept“: „Es ermöglicht dem Medikament, den Weg zum Patienten zu finden. Längst nachdem das Medikament dort seine Funktion erfüllt hat und den Weg alles Metabolischen gegangen ist, ruht ein Rezept noch im papiernen Mausoleum eines Krankenkassenarchivs.“ Fünf weitere deutsche und zwei griechische Auflagen folgten.
1965 erschien ein „Pharmakologisches Praktikum“, 1966 eine „Pharmakologie-Fibel“, die eine weitere deutsche sowie eine englische und eine japanische Auflage erlebte. Otto Loewi hat Lembeck außer der Hommage in dem Buch mit Josef Donnerer eine ausführliche Dokumentation gewidmet. Auch einen Film „Nobelpreisträger Otto Loewi“ hat er mitgestaltet.
Von 1967 bis 1968 war er Dekan der Medizinischen Fakultät der Universität Tübingen, 1969 Vorsitzender der Deutschen Pharmakologischen Gesellschaft und von 1972 bis 1975 Generalsekretär der International Union of Pharmacology (IUPHAR). Von 1966 bis 1983 gab er Naunyn-Schmiedeberg Archiv für experimentelle Pathologie und Pharmakologie heraus, das zu seiner Zeit in Naunyn-Schmiedeberg’s Archives of Pharmacology umbenannt und englischsprachig wurde.

## Schüler
Folgende Wissenschaftler haben sich bei Fred Lembeck in Tübingen oder Graz habilitiert (Jahr der Habilitation):
- Dietrich Winne (1966), später Leiter einer Abteilung für Molekularpharmakologie;
- Karl Friedrich Sewing (1968), später Lehrstuhlinhaber in Hannover;[84]
- Heinrich Ochsenfahrt (1974), später wissenschaftlicher Geschäftsführer der Arzneimittelkommission der deutschen Ärzteschaft;
- Eckard Beubler (1980), der 1997 Professor am Grazer Institut wurde und es nach Bernhard Peskars Emeritierung 2007 leitete.
- Hans Kopera (1980), der später die klinische Forschung der Firma Organon leitete;
- Rainer Gamse (1983), der später eine Forschergruppe der Firma Novartis leitete;
- Alois Saria (1984), der später die Neurochemische Abteilung der Psychiatrischen Klinik der Universität Innsbruck leitete;
- Peter Holzer (1985), seit 2008 Inhaber einer neu geschaffenen Professur für Experimentelle Neurogastroenterologie;
- Josef Donnerer (1989), der das Institut im Intervall zwischen Lembeck und Peskar leitete;
- Ulrike Holzer-Petsche (1993), später Professorin am Grazer Institut;
- Rainer Amann (1991), später Mitglied der Unabhängigen Heilmittelkommission im österreichischen Bundesministerium für soziale Sicherheit und Generationen;
- Thomas Griesbacher (1994), Nachfolger von Amann in der Unabhängigen Heilmittelkommission.

## Anerkennung
Lembeck war Ehrenmitglied der Ungarischen Pharmakologischen Gesellschaft (1979), der Deutschen Gesellschaft für Experimentelle und Klinische Pharmakologie und Toxikologie (1988), der Wissenschaftlichen Gesellschaft der Ärzte in Steiermark (1992) und der Österreichischen Pharmakologischen Gesellschaft (2001) sowie korrespondierendes Mitglied der Portugiesischen Pharmakologischen Gesellschaft (1981).
Er war Mitglied der Deutschen Akademie der Naturforscher Leopoldina (1983), korrespondierendes Mitglied der Österreichischen Akademie der Wissenschaften (1988) und Gründungsmitglied der Academia Europaea (1988).
1994 erhielt er das Große Goldene Ehrenzeichen des Landes Steiermark und 1995 die Schmiedeberg-Plakette, die höchste wissenschaftliche Auszeichnung der Deutschen Gesellschaft für Experimentelle und Klinische Pharmakologie und Toxikologie.
1985 erhielt er in Zürich den Oscar-Gans-Preis und 1987 in Montreal den Louis and Arthur Lucian Award.